# لي غوتليب
لي غوتليب (بالمجرية: Róth Lea Lenke)‏ (بالعبرية: לאה גוטליב‏) هي صناعية ورائدة أعمال مجرية وإسرائيلية، ولدت في 17 سبتمبر 1918 في Sajószentpéter ‏ في المجر، وتوفيت في 17 نوفمبر 2012 في تل أبيب في إسرائيل.

## مقالات ذات صلة
- جوتكس